# Ian Hallard
Ian Christopher Hallard (Birmingham, 9 novembre 1974) è un attore inglese.

## Biografia
Hallard è nato a Birmingham, in Inghilterra, il 9 novembre 1974. Dopo aver studiato alla Solihull School e una laurea presso l'Università di Sheffield, si è formato alla Mountview Academy of Theatre Arts sul corso di recitazione post laurea, ha vinto una borsa di studio di canto e si è laureato nel 1998. Vive con suo marito, l'attore e sceneggiatore Mark Gatiss . La coppia vive a Islington a Londra.

### Teatro
Hallard recita professionalmente dal 1999, quando è apparso in una produzione di Seven Brides for Seven Brothers presso il Battersea Arts Center . Da allora i suoi ruoli includono Sordo in Scene di un'esecuzione al Royal National Theatre, Lisandro in Il sogno di una notte di mezza estate, Bill Taylor nella farsa di Michael Frayn Donkeys 'Years, Jack Worthing in The Importance of Being Earnest e Judah in Joseph and the Incredibile Technicolor Dreamcoat . Il suo recente lavoro include la produzione del National Theatre Great Britain di Richard Bean nel ruolo multi-personaggio di Jimmy the Bins / St. John / Felix. Nel 2015 ha interpretato il ruolo principale di Alan Turing nella première britannica dello Snoo Wilson, con Lovesong of the Electric Bear all'Arts Theatre .
Ha interpretato il ruolo principale di Michael in un revival di The Boys in the Band di Mart Crowley al Park Theatre (Londra) e in un breve tour nel Regno Unito nell'autunno 2016. Ha quindi ripreso il ruolo quando lo spettacolo è stato trasferito al Vaudeville Theatre nel febbraio 2017. La sua esibizione lo ha portato a essere nominato miglior attore ai premi teatrali di Whatsonstage.com, al fianco di Ian McKellen, Jamie Parker, Kenneth Branagh e Ralph Fiennes . 
Nel 2019, ha recitato nel revival di Closer to Heaven, il musical scritto da Jonathan Harvey e Pet Shop Boys al Above the Stag Theatre.

### Televisione
Hallard è apparso in serie televisive cult della BBC come Doctor Who come Alan-a-Dale nell'episodio del 2014 " Robot of Sherwood "; in Sherlock nel ruolo di Mr Crayhill nell'episodio del 2011 " The Reichenbach Fall ", e nella lunga serie TV della BBC Daytime Doctors . Ha interpretato uno dei registi originali di Doctor Who, Richard Martin, nel documentario della BBC An Adventure in Space and Time . Appare nel sesto episodio della seconda stagione ("Vergangenheit") della serie The Crown di Netflix , come impiegato del ministro degli affari esteri. 
Hallard ha scritto The Big Four (2013) con Mark Gatiss per la serie ITV Agatha Christie: Poirot, con David Suchet . È stato Script Associate negli episodi di Poirot Cat Among the Pigeons (2008) e Hallowe'en Party (2010).

## Filmografia parziale
| Anno      | Titolo                                | Ruolo               | Appunti                                |
| --------- | ------------------------------------- | ------------------- | -------------------------------------- |
| 2004      | Cospirazione globale                  | Gary Talbot         | Breve video                            |
| 2005-2006 | Dov'è il cuore                        | Barman (Al)         |                                        |
| 2006      | Miss Marple: The Sittaford Mystery    | Yates               | Serie 2, episodio 4                    |
| 2006      | Ideale                                | Owen                | Episodio: "The Stag Do"                |
| 2006      | Sparatoria suburbana                  | Ufficiale del porto | Episodio: "Lancia la mamma dal treno"  |
| 2007      | Il peggior viaggio nel mondo          | Clive Wentworth     | Film TV                                |
| 2008      | Crisis Control                        | Michael De Mornay   | BBC Television                         |
| 2008      | Casa storta                           | Felix de Momery     |                                        |
| 2009      | I primi uomini sulla luna             | Phi-Oo (voce)       |                                        |
| 2010      | Agatha Christie: Poirot               | Edmund Drake        | Episodio: "Hallowe'en Party"           |
| 2010      | Spingere                              | Vicario             | Episodio: "Il funerale di Benny"       |
| 2011      | medici                                | David Moss          | Episodio: "La vita senza gnam gnam"    |
| 2012      | Sherlock                              | Sig. Crayhill       | Episodio: " La caduta di Reichenbach " |
| 2013      | Un'avventura nello spazio e nel tempo | Richard Martin      | Film TV                                |
| 2013      | medici                                | Tim Cruikshank      | Serie 15, episodio 58                  |
| 2014      | Dottor chi                            | Alan-a-Dale         | Episodio: " Robot di Sherwood "        |
| 2015      | medici                                | David Moss          | Episodio: "L'amore e la morte"         |